# 公儀
公儀（こうぎ/くうぎ）とは、日本の中世から近世において公権力を指した語。

## 概要
本来は公家という語が「おおやけ」すなわち朝廷や天皇を指していたが、領主制による私的支配に由来する新たな公権力である武家政権成立後に武家である幕府及び征夷大将軍（将軍）と区別するために「公儀」という語も用いられるようになった。
やがて、南北朝時代に入ると、北朝を擁する室町幕府（武家側）と南朝の吉野朝廷（公家側）の対立によって、自己が所属する公権力側を「公儀」と呼ぶようになり、その結果、幕府や将軍に対しても公儀が用いられるようになった。
豊臣政権末期の政情不安定期に公権力を漠然と公儀と呼ぶ慣習が生まれ、江戸時代に入ると統一政権で諸領主権力間の唯一の利害調整機関となった江戸幕府を指して公儀と呼ぶようになった。ただし、地方では藩を指して公儀と呼ぶ習慣も残り、幕府のことを「公儀の公儀」と認めて特に大公儀（おおこうぎ）とも呼ぶようになったのは寛永期以後と言われている。